# Haplolobus celebicus
Haplolobus celebicus är en tvåhjärtbladig växtart som beskrevs av Herman Johannes Lam. Haplolobus celebicus ingår i släktet Haplolobus och familjen Burseraceae. Inga underarter finns listade i Catalogue of Life.